# Elenor Batler
Elenor Batler (engl. Eleanor Butler;  1665), takođe poznata kao Nel Batler (engl. Nell Butler) i Ajriš/Irska Nel (engl. Irish Nell), bila je indenturirana belkinja koja se 1681. godine venčala sa afričkim robom u kolonijalnom Merilendu.

## Biografija
Batlerova, koja je irskog porekla, bila je indenturirana sluškinja Čarlsa Kalverta, 3. barona Baltimora. Sa oko 16 godina starosti objavila je svoju nameru da želi da se venča sa čovekom koji je bio poznat samo kao „Negro Čarls” (engl. Negro Charles). Zakon u Merilendu iz 1664. godine istakao je pravni status slobodne žene koja se dobrovoljno venčala s robom: služila bi gospodaru svog supruga do njegove smrti, a bilo koji potomak iz njihovog braka bio bi rođen u ropstvu. Uprkos ovome, Batlerova je odlučila da se venča. Pomisao na to da belkinja postane ropkinja očigledno je u određenoj meri uznemiravala lorda Baltimora; on je iz ovog razloga upozorio da se brak ne sklapa.
Lord Baltimor je podneo molbu provincijalnoj skupštini Merilenda da se promeni zakon iz 1664. godine, a 1681. ključne odredbe zakona zapravo su bile ukinute. Novim zakonom dodatno su zabranjeni brakovi između sluškinja i robova, te predviđene ogromne kaznene mere za gospodara bilo kojeg roba venčanog na ovaj način.
Uprkos ovome, Batlerova i Čarls su se očigledno venčali 1681. godine — što je pre nego što je zakon stupio na snagu. Pošto se novi zakon nije primenjivao retroaktivno, i možda takođe zato što je lord Baltimor 1684. godine napustio Merilend na neodređeno, Batlerova i Čarls su proživeli ostatak svojih života kao robovi Vilijama Bormana, ’vlasnika’ muža Elenor Batler. Imali su sedmoro ili osmoro dece, a svi su bili rođeni nakon odbijanja zakona iz 1664. godine; svejedno su bili rođeni kao robovi. Jedan sin, Džek, pobegao je i kasnije kupio svoju slobodu od porodice Borman. Ostali su ostali robovi.
U oktobru 1770, dvoje od njihovih potomaka — još uvek u ropstvu — podneli su zahtev za svoju slobodu na osnovu toga što su potomci belkinje. Meri Batler je bila praunuka Nela Batlera, ali provincijalni sud je presudio protiv njih — navodeći da „mnogi od ovih ljudi, ako se oslobode, ne mogu da se mešaju sa nama i postanu članovi društva”. Druge tužbe koje su podnosili ostali potomci usledele su 1780-ih. Godine 1787, ćerka Meri i Vilijama — istog imena kao i majka, Meri — dobila je parnicu za svoju slobodu, ali u pitanju je bila proceduralna pobeda lišena bilo kakvog posebnog presedana. I dok se njen pravobranilac nadao da će sud da odluči kako bilo koji rob belkinje ne može da bude rob, takva odluka i dalekosežni efekti koje bi donela nisu bili susretljivi. Umesto ovoga, sud je doneo odluku da pošto nema dokaza pravnog braka između Nil Batler i Negroa Čarlsa, odredbe zakona iz 1664. godine koje su osuđivale nju i njenog potomka ne treba da se primenjuju u ovom slučaju. Ova kompromisna presuda dala je Meri Batler slobodu bez ikakvog značajnog efekta na prava svojine u državi.

## Napomene
1. ↑  Procenjeno; prema njenom venčanju sa 16 godina 1681.
2. ↑  Neki izvori, npr. Vitman, daju godinu 1663.
3. ↑  Originalni tekst, naveden u Tomlinsu: „All Children born of any Negro or other slaue shall be Slaues as their ffathers were for the terme of their liues. And forasmuch as diver freeborne English women forgettfull of their free Condicon and to the disgrace of our Nation doe intermarry with Negro Slaues by which also diuers suites may arise touching the Issue of such woemen and a great damage doth befall the Masters of such Negroes for preuention whereof for deterring such freeborne women from such shamefull Matches Bee itt further Enacted … That whatsoever free borne women shall inter marry with any slaue from and after the Last day of this present Assembly shall Serue the master of such slaue dureing the life of her husband. And that all the issue of such freeborne woemen soe marryed shall be Slaues as their fathers were. And Bee itt further Enacted that all the Issues of English or other freeborne woemen that haue already marryed Negroes shall serve the Masters of their Parents till they be Thirty years of age and no longer.”. Archives of Maryland. Volume I: Proceedings and Acts of the General Assembly of Maryland. januar 1637/38 — septembar 1664. [Baltimore, 1883]. str 533—534.